# Aeroportul Wudinna
Aeroportul Wudinna (IATA: WUD, ICAO: YWUD) este un aeroport din Australia de Sud, Australia.
Situat la o altitudine de 89 m, aeroportul dispune de o singură pistă.